# 努美阿协议
《努美阿协议》（法語：Accord de Nouméa）签订于1998年，其规定法国将某些权力移交给新喀里多尼亞，国防、安全、司法和金融（货币）不包含在内。
《努美阿协议》以新喀里多尼亚的首都和最大城市努美阿命名，是继1988年《馬提尼翁協議》之后的第二项协议，于1998年5月5日由时任法国总理利昂内尔·若斯潘签署，并于11月8日在新喀里多尼亚举行的全民投票中获得批准，获得了72％的赞成票。
《协议》还规定，若新喀里多尼亚主席职位由反对独立的政治家担任，则副主席必须是一名支持独立的政治家。